# Philipp Franz von Siebold
Jonkheer Philipp Franz Balthasar von Siebold (Würzburg, 17 februari 1796 – München, 18 oktober 1866) was een van de westerlingen die in Japan lessen in westerse medicijnen gaf. Van 1823 tot 1829 was hij geneesheer op Dejima, de Nederlandse handelsnederzetting bij Nagasaki. Hij werd bekend door zijn verzamelingen op het gebied van de Japanse flora en fauna en volkenkunde. Hij voerde zijn onderzoek uit met hulp van tolken en Japanse studenten, en vanaf 1825 met zijn assistent Heinrich Bürger.

## Opleiding en uitzending
Zijn vader was – net zoals zijn grootvader Carl Caspar – hoogleraar in de geneeskunde. De laatste, een beroemd chirurg, was in 1801 in de adelstand verheven vanwege zijn verdiensten tijdens een veldslag van het Oostenrijkse leger tegen de troepen van Napoleon. De familienaam veranderde om die reden van Siebold in von Siebold. Philipp von Siebold studeerde medicijnen aan de Universiteit van Würzburg en was daarna enkele jaren arts in Heidingsfeld, een plaatsje direct  ten zuiden van Würzburg. Al tijdens zijn studie was hij gefascineerd door natuurwetenschappen en wetenschappelijke ontdekkingstochten.
Hij kreeg via François Joseph Harbauer, de lijfarts van Koning Willem I en een leerling van zijn grootvader, het aanbod om dienst te nemen in het Nederlandse leger en uitgezonden te worden naar Nederlands-Indië. Hij verkreeg daarvoor de benodigde toestemming van de Beierse koning Maximiliaan I. Von Siebold kreeg de rang van Chirurgijn-Majoor en vertrok in 1822 naar Batavia. Kort na aankomst ontmoette hij Godert van der Capellen, de Gouverneur-generaal van Nederlands-Indië. Deze was onder de indruk van de wetenschappelijke kwaliteiten van Von Siebold en vroeg hem arts te worden op de Nederlandse handelspost op  Dejima met als opdracht een natuurhistorische verzameling aan te leggen. Von Siebold vertrok in juni 1823 naar Nagasaki. Hij zette daarmee een traditie voort van eerdere artsen op Dejima die een vergelijkbare interesse hadden, zoals Caspar Schamberger, Engelbert Kaempfer, Andreas Cleyer en Carl Peter Thunberg.

## Achtergrond
De handelspost op Dejima was sinds 1641 in handen van de VOC geweest. In 1639 was door de Japanse overheid het finale besluit van de sakoku genomen en uitgevoerd dat tot 1854 een vrijwel gehele afsluiting van Japan voor de buitenwereld tot resultaat had. Japanners werd verboden het land te verlaten. Naast Chinese en Koreaanse schepen konden alleen Nederlandse schepen via de handelspost op Dejima nog handel drijven in het land. Na de opheffing van de VOC in 1800 werd de handelspost voortgezet door de Nederlandse staat. Als gevolg van de Napoleontische oorlogen in Europa en de Britse bezetting van Java door Thomas Stamford Raffles was ook de communicatie tussen Dejima met zowel Nederland als Nederlands-Indië lange tijd zeer moeilijk geweest. Pas met de aankomst van een nieuw opperhoofd, Jan Cock Blomhoff, in 1817 was er weer sprake van een min of meer geregelde situatie. Al in de periode van Von Siebold zou het feitelijk beheer van Dejima in handen komen van de Nederlandsche Handel-Maatschappij.
Von Siebold mocht buiten Dejima komen en gaf in Nagasaki les in Nederlands en medische zaken aan Japanners. Hij introduceerde diverse westerse medicijnen en operatietechnieken op het gebied van oogheelkunde. Het grootste deel van zijn verzameling is ondergebracht in het Rijksmuseum voor Volkenkunde en het SieboldHuis in Leiden.

## Werk en uitwijzing

Portret van von Siebold door Keiga Kawahara

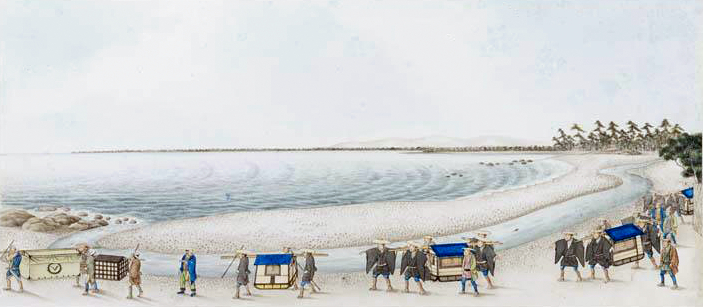
Hofreis van Dejima naar Edo in het jaar 1826 door Keiga Kawahara

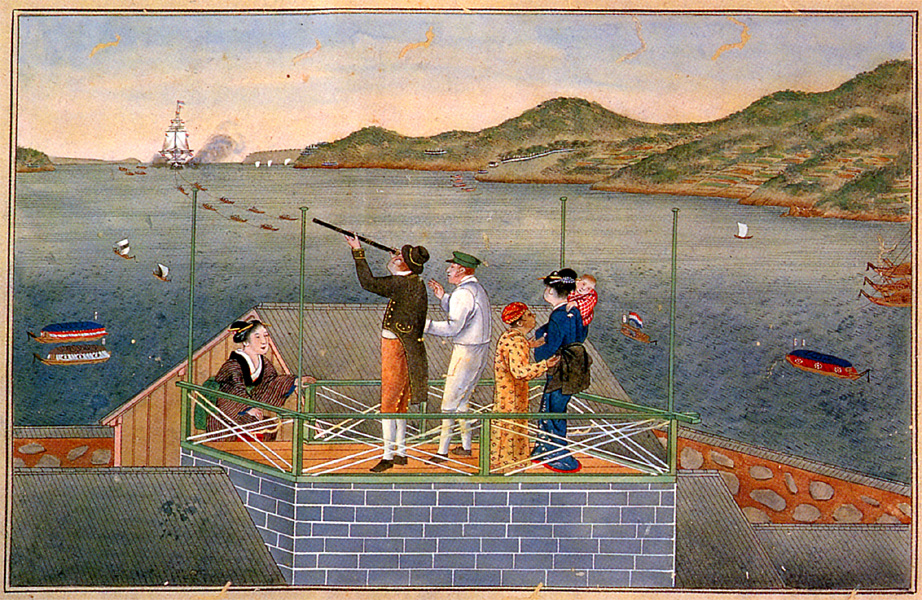
Keiga Kawahara: Aankomst van een Nederlands schip in Nagasaki. Von Siebold kijkt door een telescoop. Aanwezig zijn ook zijn vrouw Kusumoto Taki en hun dochter Kusumoto Ine

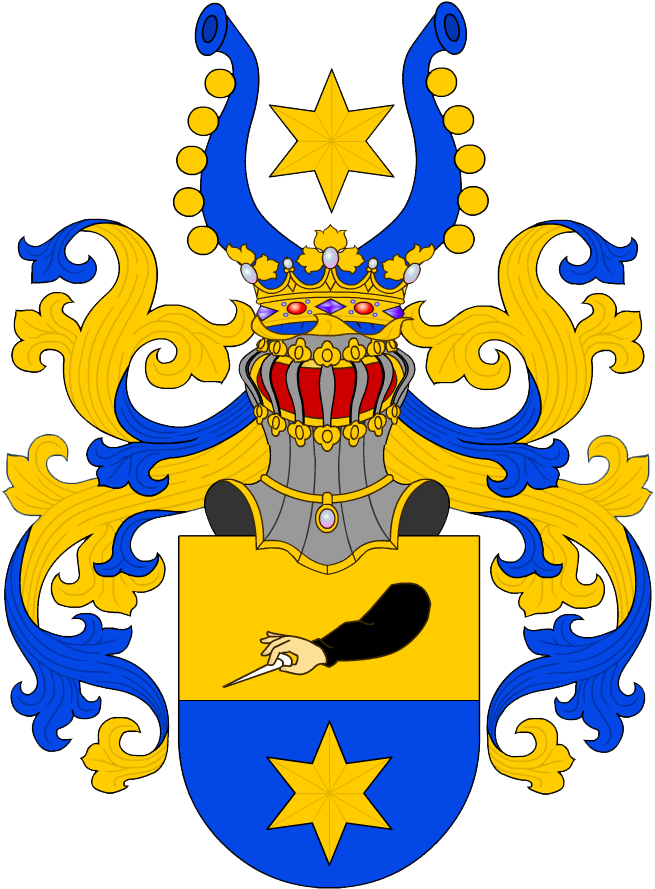
Wapen

Het eilandje Dejima had slechts de omvang van de Dam in Amsterdam. Er verbleven meestal maar ongeveer 15 Nederlanders op het eiland. Die mochten het eiland ook niet verlaten. Dat gold aanvankelijk ook voor Von Siebold. Wel kreeg hij daar bezoek van Japanse artsen waarvoor hij lezingen gaf. Spoedig kreeg hij echter van de gouverneur van Nagasaki toestemming om in de stad Japanse patiënten te bezoeken. Hij verzamelde medicinale kruiden en legde daarmee op het eiland een kruidentuin aan. In 1824 stichtte hij in het district Narutaki een medisch opleidingsinstituut. Naast dit instituut staat sinds 1989 het Siebold Memorial Museum. Op het instituut gaf hij wekelijks les aan Japanse studenten. De lessen werden gegeven in het Nederlands dat in het Japans werd vertaald. Von Siebold ontving hiervoor geen financiële vergoeding, maar liet zich betalen in voorwerpen die zijn kennis over de geografie en cultuur van Japan vermeerderden.
In deze periode diende het opperhoofd op Dejima met enkele anderen iedere vier jaar een hofreis naar Edo te maken, de zetel van de Tokugawa-shogun die feitelijk het land bestuurde. Von Siebold was aanwezig bij de hofreis van 1826. De Japanse schilder Keiga Kawahara maakte ook deel uit van het gezelschap dat de hofreis ondernam. Kawahara documenteerde met zijn schilderijen veel aspecten van het leven op Dejima. Voor Von Siebold schilderde hij ook honderden soorten planten en dieren.
Aan het hof van de shogun ontmoette Von Siebold onder meer de oogarts van de shogun. Deze wenste zijn eigen expertise op het gebied van oogaandoeningen te verbeteren en wilde vooral in het bezit komen van pupilverwijdende medicatie, zoals belladonna dat Von Siebold zelf gebruikte. Von Siebold gaf de Japanse oogarts de receptuur voor het bereiden daarvan. Als tegenprestatie gaf de oogarts Von Siebold een ceremoniële kimono met het zegel van de shogun. Het was strikt verboden een dergelijke kimono aan een buitenlander te geven en als buitenlander die te accepteren.
Het feit van deze gift werd ontdekt. Daarbij werd tevens ontdekt dat Von Siebold van de hofcartograaf enkele landkaarten van Japan had ontvangen. Ook dat was een daad waar de doodstraf op stond. Von Siebold werd gevangen genomen en kreeg het bevel zelfmoord te plegen. Het was vooral door de diplomatieke interventie van de Beierse koning Lodewijk I dat Von Siebold na een gevangenschap van een jaar kon vertrekken. Hij werd wel voor eeuwig verbannen uit Japan. De oogarts en zijn zoon werden verbannen naar een onbetekenend eilandje. De hofcartograaf werd gedwongen zelfmoord te plegen en ook zijn zoon werd verbannen. Via Batavia keerde Von Siebold terug naar Nederland. Hij zou zich in Leiden vestigen.
Er was een verbod op de aanwezigheid van Europese vrouwen op Dejima. Een aantal mannen had echter een relatie met een Japanse vrouw. Von Siebold had een relatie met Sonogi O-Taki, ook wel Kusumoto Taki, naar wie hij later een variant van de hortensia, de Hydrangea macrophylla ‘Otaksa’, vernoemde. Zij hadden een dochter, Kusumoto Ine, die de eerste vrouwelijke Japanse arts en zelfs lijfarts van de keizerin zou worden. Beiden konden hem niet vergezellen op zijn reis terug naar Europa en bleven achter in Japan.

## In Europa en tweede verblijf in Japan
Zijn bekendste werk is de Flora Japonica die Joseph Gerhard Zuccarini schreef met gebruikmaking van Von Siebold's materiaal. Bij zijn buitenhuis 'Nippon' in Leiderdorp (nu binnen Leiden) legde hij een kwekerij aan voor zijn meegebrachte Japanse planten. Nu bekende tuinplanten werden mede door Von Siebold naar Europa gebracht. Vanuit de Hortus botanicus Leiden begonnen vele van deze planten de verovering van de Europese tuinen, zoals hosta, hortensia en diverse azalea's. Von Siebold heeft ook de Japanse duizendknoop meegenomen naar Europa. Om die reden staat in de Japanse tuin van de Hortus botanicus Leiden ook een oud exemplaar van de Japanse duizendknoop. Zijn kwekerij in Leiden is waarschijnlijk de bron van de meeste, zo niet alle, Japanse duizendknopen in Europa geweest.
Zijn collectie Japanse kunstvoorwerpen alsmede twee andere collecties met voorwerpen uit Indonesië en van eilanden in de Grote Oceaan die hij na terugkeer in Nederland had verworven, werden aangekocht door de Nederlandse staat. Die collecties vormden de basis voor het in 1837 geopende Rijks Ethnographisch Museum, een voorloper van het Museum Volkenkunde. 
In 1842 werd Von Siebold ingelijfd in de Nederlandse adel met het erfelijke predicaat jonkheer. In 1845 huwde Von Siebold Helene von Gagern met wie hij drie zoons en twee dochters kreeg. Vanaf 1852 leefde het gezin in Boppard. De naam van Von Siebold als de belangrijkste Europese deskundige ter zake van Japan was inmiddels gevestigd. Hij reisde onder meer naar Sint-Petersburg om de Russische regering te adviseren op welke wijze handelsrelaties met Japan konden worden opgebouwd. Voorafgaand aan de reis van Matthew Calbraith Perry in 1854, die leidde tot het openstellen van een aantal Japanse havens, had hij gesprekken met hem.
In 1854 werd ook de verbanning van Von Siebold uit Japan door de Japanse regering opgeheven. Von Siebold was nog steeds in Nederlandse dienst, maar raakte steeds meer teleurgesteld in de naar zijn mening te passieve opstelling van de Nederlandse regering in het beleid met betrekking tot Japan. In 1859 ging Von Siebold vergezeld door zijn oudste zoon als agent van de Nederlandsche Handel-Maatschappij voor de tweede keer naar Japan. Na zijn terugkeer diende hij in 1863 zijn ontslag in dat hem werd verleend. Hij vestigde zich in München. De verzameling die hij had opgebouwd tijdens zijn tweede verblijf in Japan is voor het grootste deel ondergebracht in het Museum Fünf Kontinente in die stad. Een uitgebreid archief van zijn verzamelingen wordt bewaard in de Burg Brandenstein nabij Schlüchtern, Hessen.

## Galerij

Philipp Franz von Siebold
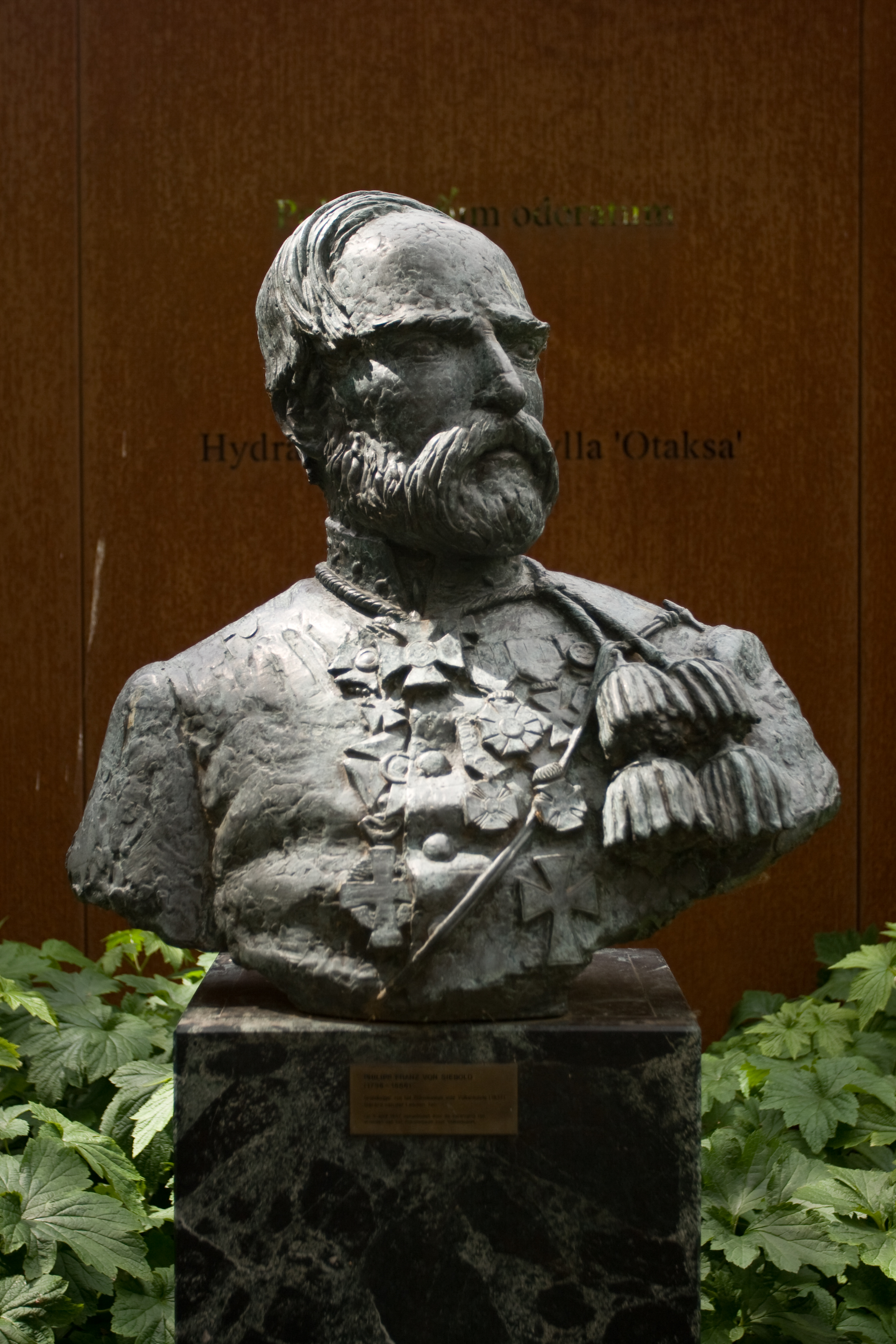
Buste door Gerard van der Leeden
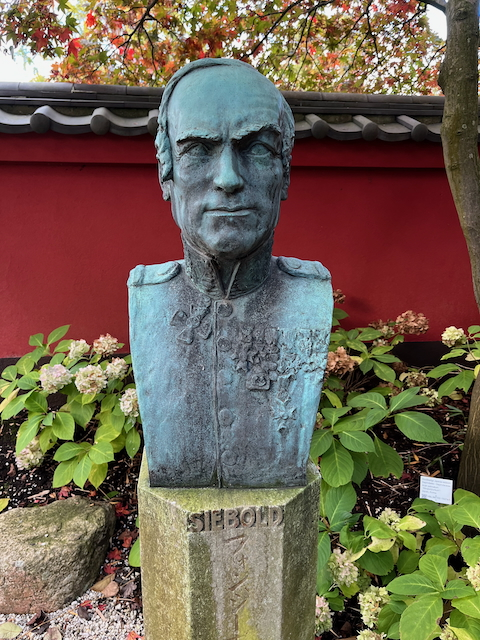
Buste in de Hortus in Leiden
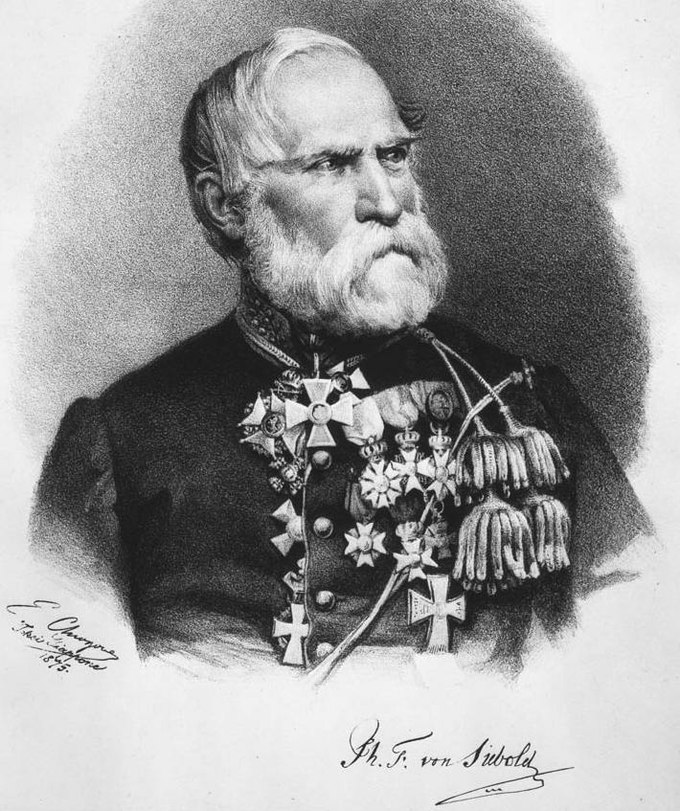
Portret uit 1875 door Edoardo Chiossone

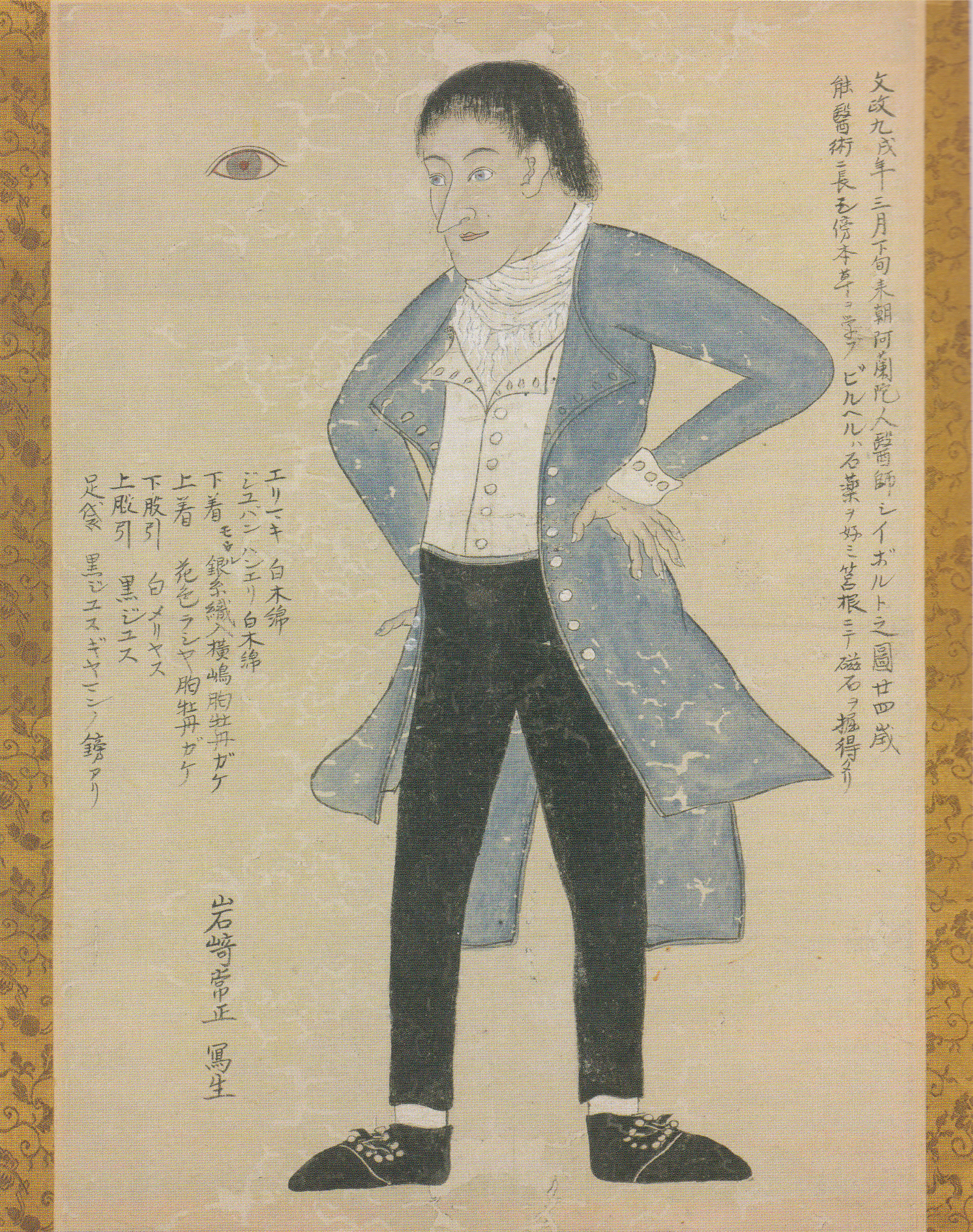
Von Siebold afgebeeld op een Japanse prent (1826)
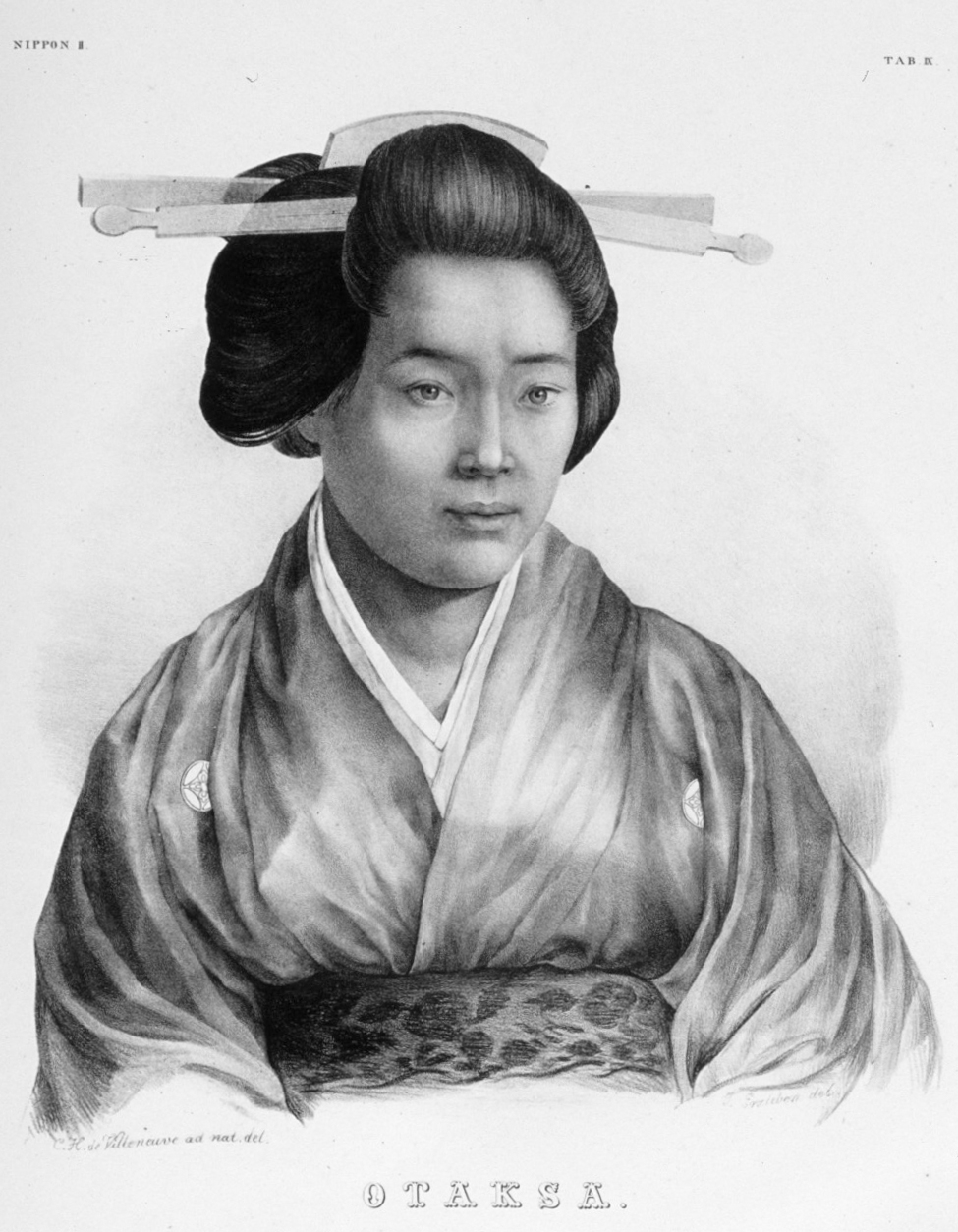
Sonogi (Kusumoto Taki), courtisane en geliefde van Philipp Franz von Siebold
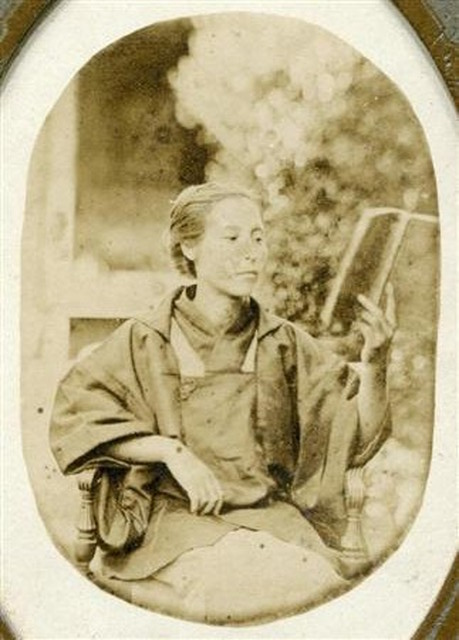
Ine Kusumoto (1827-1903), dochter van Siebold en Kusumoto en als gynaecologe de eerste vrouwelijke westerse arts in Japan

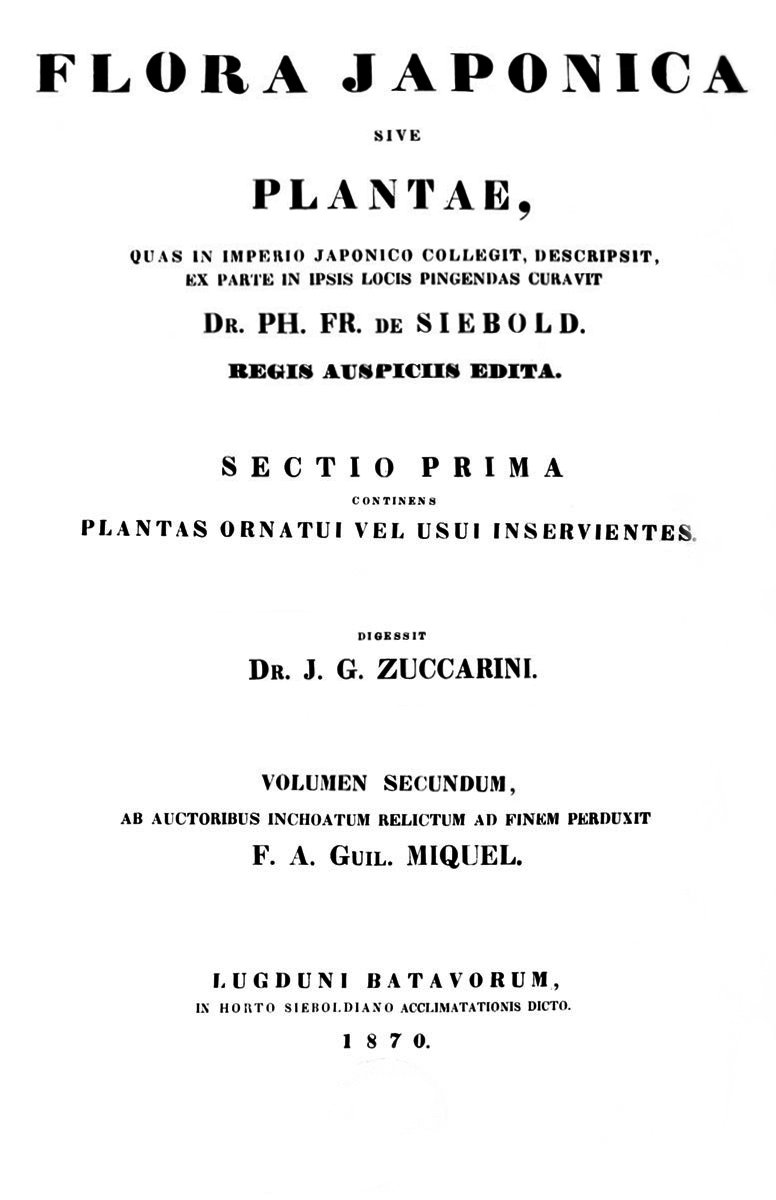
Titelpagina van de Flora Japonica van Von Siebold & Zuccarini
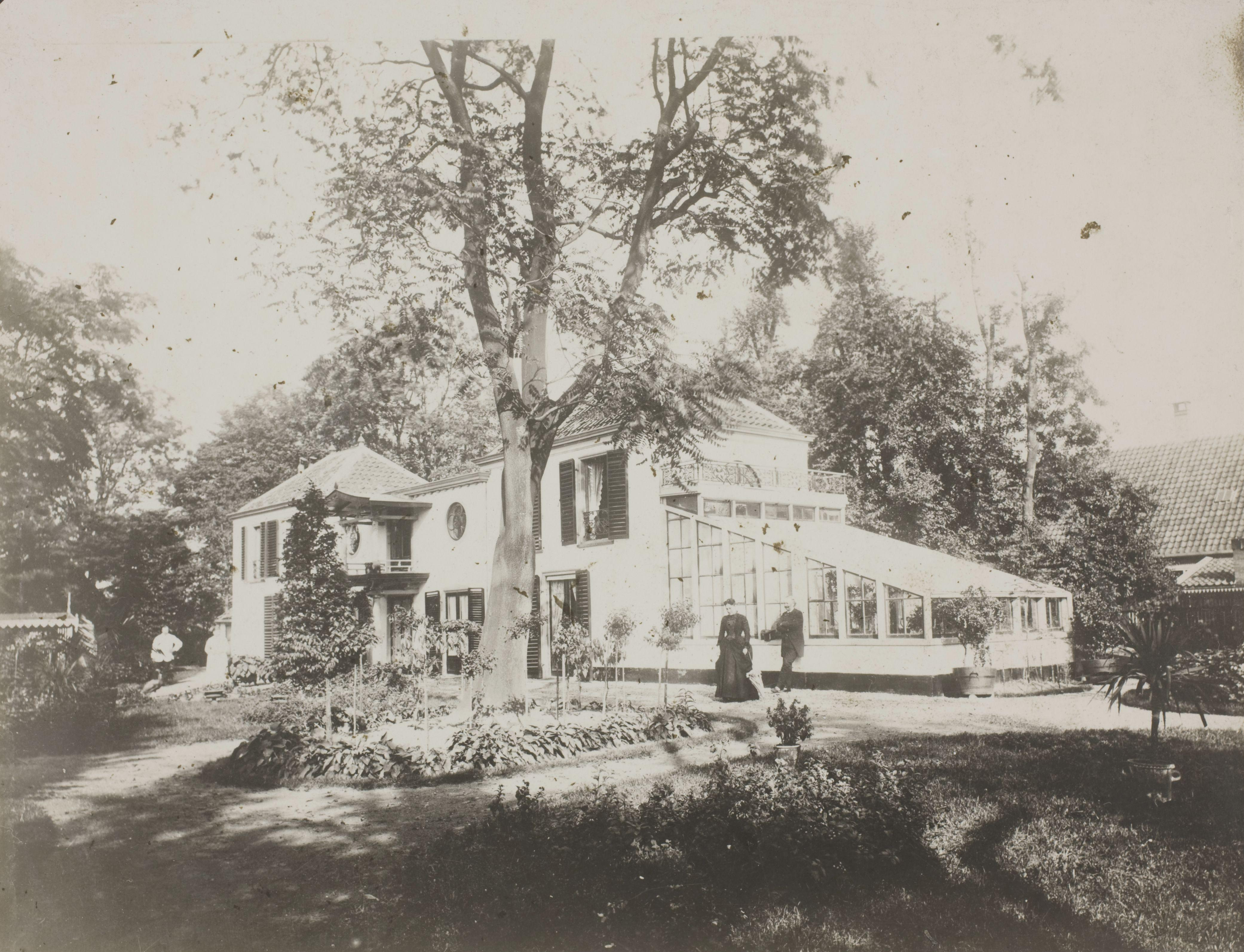
Huize Nippon, Leiden/Leiderdorp (afgebroken in 1896). Voor het huis staan Von Siebold en zijn vrouw Helena von Gagern
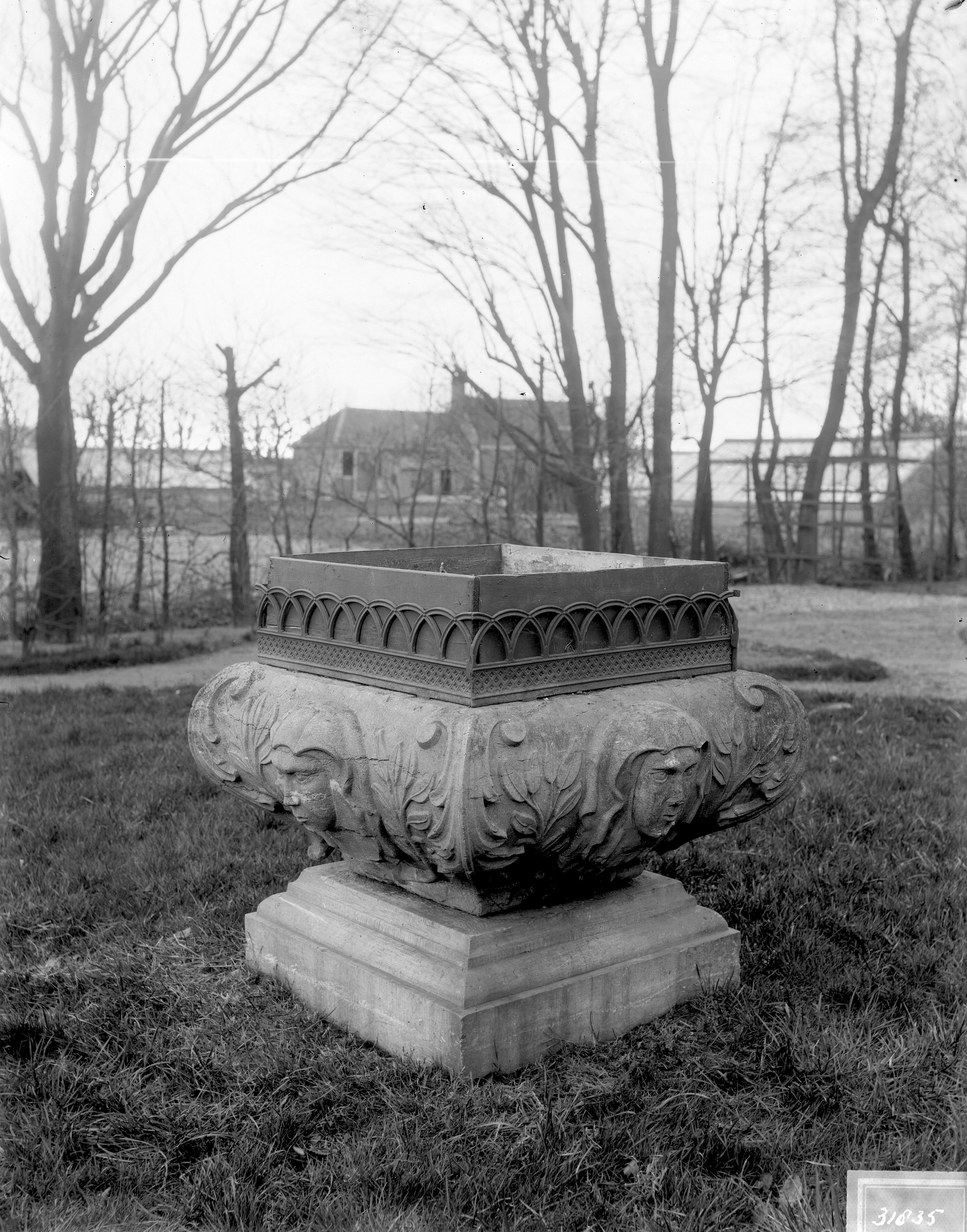
Tuinvaas van het Huis Nippon

## Vernoemd

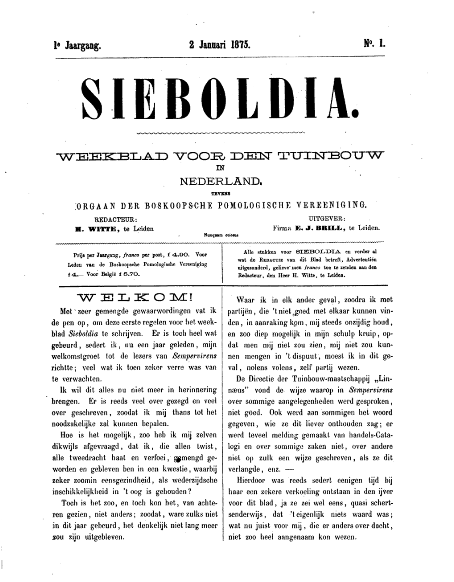
Sieboldia, weekblad voor den tuinbouw in Nederland tevens orgaan der Boskoopsche Pomologische Vereeniging, 1875, pagina 1

- Sieboldia, weekblad voor den tuinbouw in Nederland tevens orgaan der Boskoopsche Pomologische Vereeniging onder redactie van H. Witte, E.J. Brill, Leiden, 1875-1883[4]
- De sierkers-nothospecies met de naam Prunus × sieboldii (Carrière) Wittm.  (Prunus apetala × Prunus serrulata).[5]
- In Aalsmeer (een dorp met een bloemenveiling) is een straat vernoemd naar von Siebold.